# 안동 안기동 삼층석탑
안동 안기동 삼층석탑(安東 安寄洞 三層石塔)은 경상북도 안동시 안기동에 있는 삼층석탑이다. 1985년 8월 5일 경상북도의 문화재자료 제18호로 지정되었다.

## 같이 보기
- 삼층석탑

## 참고 자료
- 안동 안기동 삼층석탑 - 국가유산청 국가유산포털